# 청자 어룡 모양 주전자
청자 어룡형 주전자(靑磁 魚龍形 酒煎子)는 용머리와 물고기 몸처럼 상형한 몸체에 연줄기를 꼬아서 손잡이를 단 주전자이다. 1962년 12월 20일 대한민국의 국보 제61호로 지정되었다.

## 개요
꼬리 부분은 주전자 뚜껑이며, 주구(注口)는 용두(龍頭)를 형상화했고, 날개 모양으로 된 2개의 큰 지느러미가 머리 밑에 달려 있으며, 저부에는 양각(陽刻)의 연판문대(蓮瓣紋帶)를 돌려 나타내었다. 
유색은 맑은 비취옥빛이며, 유빙렬이 없다. 지느러미와 꼬리 끝에는 백토(白土)로 된 점과 선을 찍어 나타냈으며, 비늘과 지느러미의 연골(軟骨)을 양각과 음각(陰刻)으로 능숙하게 장식하였다.원래 이러한 용두어형(龍頭魚形)은 방화주(防火呪)의 상징으로 건물 용마루 끝에 장식하는 상상적인 치미(鴟尾)와 닮고 있는 것이다.
상형청자 중 매우 창의적인 작품으로 강진 사당리 요지(窯址)에서 12세기 중반경의 청자편(靑磁片)들과 함께 발견된 예가 있다. 현재 국립중앙박물관에 소장되어 있다.

## 같이 보기
- 강진 고려청자 요지 (사적 제68호)

## 주해
1. ↑  유빙렬(釉氷裂)은 도자기를 가마에서 꺼낸 뒤에 유약이 식으면서 간 금을 이르는 말이다.

## 참고자료
- 청자 어룡 모양 주전자 - 국가유산청 국가유산포털